# Manifesto of Arch Enemy
Manifesto of Arch Enemy är ett samlingsalbum av det svenska melodisk death metal-bandet Arch Enemy, utgivet den 27 februari 2009 på Century Media. Samlingen innehåller två låtar var från albumen Wages of Sin, Anthems of Rebellion, Doomsday Machine, Rise of the Tyrant och Tyrants of the Rising Sun. Samlingen består enbart av tidigare utgivet material.

## Låtlista
1. Nemesis – 4:12
2. We Will Rise – 4:07
3. Revolution Begins – 4:11
4. Ravenous" – 4:06
5. Blood on Your Hands (live) – 5:27
6. My Apocalypse – 5:26
7. Dead Eyes See No Future – 4:14
8. Burning Angel – 4:17
9. I Will Live Again – 3:32
10. Taking Back My Soul (live) – 5:16

## Banduppsättning
- Angela Gossow - sång
- Michael Amott - gitarr
- Christopher Amott - gitarr
- Sharlee D'Angelo - elbas
- Daniel Erlandsson - trummor